# Arroyo de Acebrón
El arroyo de Acebrón es un curso de agua del interior de la península ibérica, afluente del río Milagro. Discurre por el municipio español de Las Ventas con Peña Aguilera, en la provincia de Toledo, y forma parte de la cuenca hidrográfica del Guadiana.

## Curso
Tiene su origen en el término de Las Ventas con Peña Aguilera. Nace bajo el puerto de Acebrón, al oeste del pico de Saltadero. Después, baja por las laderas del pico hasta llegar a las casas del Sauceral, de la Canteruela y La Cantera. Sigue bajando hacia el sur, donde empieza a desembocar algunos afluentes, entre ellos, el arroyo de los Castaños, arroyo Casa Longinos y arroyo Posada Nueva. El arroyo gira hacia el este y vuelve a girar hacia al sur, a la altura de la casa Manolita, en el paraje de La Taberna. Después, atraviesa el paraje de El Acebrón y llega a la casa de Polonio, donde cerca desemboca el arroyo de la Corzasa; y un poco más abajo, a la casa de las Tetas. Después de un corto recorrido desde este caserío, desembocará en el río del Milagro, afluente del Bullaque, en la cuenca del río Guadiana. El arroyo es un lugar donde se ha encontrado muchos fósiles de trilobites. Por lo tanto, es una zona visitada por los coleccionistas de fósiles.
Aparece descrito en el primer volumen del Diccionario geográfico-estadístico-histórico de España y sus posesiones de Ultramar de Pascual Madoz de la siguiente manera:

ACEBRON: arroyo de la prov. de Toledo, part. jud. de Navahermosa: nace en el term. jurisd. de Ventas con Peña Aguilera; marcha de S. á N., pasa por Menasalbas, y después de fertilizar el terreno, desagua en el arroyo Cuevas. Su corriente es de poca importancia y suele cesar por el estío.
(Madoz, 1845, p. 67)